# 名湯百選
名湯百選（めいとうひゃくせん）は、NPO法人健康と温泉フォーラムが、温泉療法医がすすめる温泉として選定した日本の温泉の一覧。百選とされているが、実際の件数は79件（「繋・鴬宿温泉」のように複数の温泉が並記されているものを別々に数えても92件）である。

## 名湯百選一覧

### 北海道地方
- 豊富温泉
- カルルス温泉
- ニセコ温泉郷
- 湯の川温泉
- 然別湖温泉
- 二股ラジウム温泉
- 恵山温泉郷
- 川湯温泉

### 東北地方
- 五所川原温泉（青森県）
- 酸ヶ湯温泉（青森県）
- 十和田温泉郷（現奥入瀬渓流温泉、青森県）
- 玉川温泉（秋田県）
- 大湯温泉（秋田県）
- 須川温泉（岩手県）
- 繋・鴬宿温泉（岩手県） - 盛岡つなぎ温泉、鶯宿温泉
- 夏油温泉（岩手県）
- 上山温泉（山形県）
- 肘折温泉（山形県）
- 作並温泉（宮城県）
- 鳴子温泉郷（宮城県）
- 飯坂温泉（福島県）
- 磐梯熱海温泉（福島県）

### 関東地方
- 袋田・大子温泉（茨城県） - 袋田温泉、大子温泉
- 塩原温泉（栃木県）
- 日光湯元温泉（栃木県）
- 法師温泉（群馬県）
- 伊香保温泉（群馬県）
- 草津温泉（群馬県）
- 四万・沢渡温泉（群馬県） - 四万温泉、沢渡温泉
- 勝浦温泉（千葉県）
- 七沢温泉（神奈川県）

### 中部地方
- 瀬波温泉（新潟県）
- 貝掛温泉（新潟県）
- 宇奈月・鐘釣温泉（富山県） - 宇奈月温泉、鐘釣温泉
- 湯涌温泉（石川県）
- 芦原温泉（福井県）
- 石和温泉（山梨県）
- 下部温泉（山梨県）
- 増富温泉（山梨県）
- 鹿教湯温泉（長野県）
- 白骨温泉（長野県）
- 湯田中・渋温泉郷（長野県） - 湯田中温泉、渋温泉
- 小谷温泉（長野県）
- 戸倉上山田温泉（長野県）
- 下呂温泉（岐阜県）
- 修善寺温泉（静岡県）
- 七滝・大滝温泉（静岡県） - 七滝温泉、大滝温泉
- 伊豆長岡・古奈温泉（静岡県）
- 寸又峡温泉（静岡県）
- 尾張かにえ温泉（愛知県）

### 近畿地方
- 榊原温泉（三重県）
- 十津川温泉（奈良県）
- 赤穂温泉（兵庫県）
- 浜坂・七釜・湯村温泉（兵庫県） - 浜坂温泉、七釜温泉、湯村温泉
- 城崎温泉（兵庫県）
- 有馬温泉（兵庫県）
- 南紀白浜温泉（和歌山県）
- 湯の峰温泉（和歌山県）
- 川湯温泉（和歌山県）
- 龍神温泉（和歌山県）
- 南紀勝浦温泉（和歌山県）

### 中国地方
- 三朝温泉（鳥取県）
- 関金温泉（鳥取県）
- 玉造温泉（島根県）
- 奥津温泉（岡山県）
- 湯原温泉（岡山県）
- 湯来・湯の山温泉（広島県） - 湯来温泉、湯の山温泉
- 俵山温泉（山口県）
- 三丘温泉（山口県）

### 四国地方
- 道後温泉（愛媛県）
- 湯ノ浦温泉（愛媛県）

### 九州地方
- 筑後川・吉井温泉（福岡県） - 筑後川温泉、吉井温泉
- 古湯・熊の川温泉（佐賀県） - 古湯温泉、熊の川温泉
- 雲仙・小浜温泉（長崎県） - 雲仙温泉、小浜温泉
- 湯の児温泉（熊本県）
- 地獄・垂玉温泉（熊本県） - 地獄温泉、垂玉温泉
- 由布院温泉（大分県）
- 別府八湯温泉（大分県） - 明礬温泉、鉄輪温泉、柴石温泉
- 指宿温泉（鹿児島県）
- 川内高城温泉（鹿児島県）
- 霧島温泉郷（鹿児島県）